# يوسف حسين (مقدم تلفزيوني)
يوسف حسين (16 ديسمبر 1988-) هو كوميدي وصانع محتوى يوتيوب ومقدم برامج سياسية ساخرة مصري وُلد في القاهرة. اشتهر بعد تقديمه برنامج جو تيوب على اليوتيوب، ولاحقًا برنامج جو شو على شبكة التلفزيون العربي.

## النشأة
وُلد يوسف حسين في 16 ديسمبر 1988 في القاهرة لأسرة من قرية كفر عوض السنيطة بمحافظة الدقهلية. تلقى تعليمه المدرسي في قطر حيث كان والده يعمل هناك تاجرًا.[بحاجة لمصدر]
في 6 ديسمبر 2020، أعلن عن إصابته بمرض فيروس كورونا.

## بدايته
لاقى يوسف حسين شهرةً واسعة بعد مقطع فيديو له انتشر على اليوتيوب حول الرئيس المصري السابق محمد مرسي. لذلك بدأ يوسف حسين بتقديم برنامج جو تيوب السياسي الساخر بشخصية جو على قناة يوتيوب وبإخراج أحمد الذكيري في عام 2013.
غادر مصر بسبب الأوضاع التي حدثت نتيجة انقلاب 2013، فبحسب إحدى الحوارات الإذاعية صرّح يوسف بأنه غادر مصر متنكرًا أواخر العام 2013، وحُرم من دخولها بعد ذلك، وحاليًا يعيش متنقلًا بين التلفزيون في لندن وقطر وإسطنبول.

### جو شو
في عام 2016، انتقل يوسف حسين من برنامجه على منصة يوتيوب ليقدم برنامجه باسم جو شو عبر شبكة التلفزيون العربي الذي يبث من لندن. وهو برنامج أسبوعي يتحدث عن الأوضاع الاقتصادية والسياسية في الوطن العربي وبخاصة في مصر.

## إسقاط الجنسية
في أكتوبر 2019، تقدم محامٍ مصري إلى وزارة الداخلية المصرية بطلب إسقاط الجنسية المصرية عن يوسف حسين، بسبب تقديمه برنامجه جو شو.